# حارة السبع أرامل
حارة السبع أرامل هي حارة في البلدة القديمة في بتير، وتعتبر من أبرز المعالم السياحية في بيت لحم.

## التاريخ
كانت هذه الحارة تعرف مسبقاً بحارة البطمو، نسبة لعائلة البطمة التي تسكن فيها، وسُميت أيضاً بالحوش، ثم أطلق عليها طريق السبع أرامل، ثم حارة السبع أرامل في بداية الخمسينيات نسبةُ للسيدات الأرامل السبعة وهن نفيسة الشوعانية، فاطمة الشيخ، تمام جبريل، عائشة محمود، فاطمة حسن، سعدة الزغير، خديجة أبو حسن.

## الوصف
تشكل حارة السبع أرامل من مجموعة من البيوت الصغيرة الجذابة متلاصقة ببعضها البعض حول حوش. وأطلق لمسمى على الحارة تكريما لسبع الأرامل عام، المرأة البتيرية معروفة بعزمها وإصرارها، حبث أن لأرامل السبعة، كان من الصعب عليهن فقدان أزواجهن ومواجهة التحديات الاجتماعية، إلا إنهن تمكن من إبراز صفات المكافحة والصمود والعطاء والعمل الجاد، .

## الموقع
تطل الحارة على واد مفروش بالمزروعات التي كانت مصدر رزق أهل القرية، وعلى خط سكك حديد يافا-القدس التي أسستها الدولة العثمانية، وافتُتحتها عام 1892. تقع الحاراة على خط الهدنة الواقع على حدود عام 1948 .

## الترميم
تم ترميم البلدة القديمة والحارة في أكتوبر 2008 بدعم من الوكالة السويدية للتعاون الإنمائي الدولي.

## قائمة التراث العالمية المهددة بالخطر
أدرجت حارة السبع أرامل في عام 2014 على قائمة مواقع التراث العالمي المعرضة للخطر بسبب تعرضها للضرر بسبب التحولات الاجتماعية والثقافية والجغرافية السياسية.